# Andrei Zeits
Andrei Zeits (Pavlodar, 14 de desembre de 1986) és un ciclista professional kazakh. Va ser professional des de 2008 fins al 2023.
El seu principal èxit com a professional és la medalla de plata al campionat kazakh de  contrarellotge de 2008.

## Palmarès
- 2006
  - Vencedor d'una etapa al Giro a la Vall d'Aosta
- 2015
  - Vencedor d'una etapa al Tour de Hainan
- 2023
  - 1r al Tour de Kyushu i vencedor d'una etapa

### Resultats a la Volta a Espanya
- 2010. 103è de la classificació general
- 2012. 52è de la classificació general
- 2013. 81è de la classificació general
- 2014. 50è de la classificació general
- 2015. 68è de la classificació general
- 2016. 31è de la classificació general
- 2018. 52è de la classificació general
- 2023. 46è de la classificació general

### Resultats al Tour de França
- 2011. 45è de la classificació general
- 2017. 44è de la classificació general
- 2022. 39è de la classificació general

### Resultats al Giro d'Itàlia
- 2009. 103è de la classificació general
- 2012. 52è de la classificació general
- 2013. 81è de la classificació general
- 2014. 50è de la classificació general
- 2015. 59è de la classificació general
- 2016. 33è de la classificació general
- 2017. 63è de la classificació general
- 2018. 67è de la classificació general
- 2019. 26è de la classificació general